# Edmunda de Brandemburgo
Edmunda de Brandemburgo (em alemão:  Erdmuthe; Berlim, 26 de junho de 1561 – Stolp, 13 de novembro de 1623) foi uma princesa de Brandemburgo por nascimento, e duquesa da Pomerânia como esposa de João Frederico, Duque da Pomerânia.

## Família
Edmunda foi a segunda filha e sexta criança nascida de João Jorge, Eleitor de Brandemburgo e de sua segunda esposa, Sabina de Brandemburgo-Ansbach.
Os seus avós paternos eram Joaquim II Heitor, Eleitor de Brandemburgo, neto do rei João da Dinamarca, e Madalena da Saxónia. Os seus avós maternos eram Jorge, Marquês de Brandemburgo-Ansbach e sua segunda esposa, Edviges de Münsterberg-Oels.
Ela teve dez irmãos integrais, mas apenas duas irmãs chegaram à idade adulta: Ana Maria, esposa do cunhado, Barnim X, Duque da Pomerânia, e Sofia, esposa de Cristiano I, Eleitor da Saxônia.
Por parte do primeiro casamento de João Jorge com Sofia de Legnica, foi meia-irmã de Joaquim III Frederico, Eleitor de Brandemburgo, sucessor do pai. 
Ela também teve vários outros meio-irmãos por parte do terceiro e último casamento do pai com Isabel de Anhalt-Zerbst, entre eles: Cristiano, Marquês de Brandemburgo-Bayreuth, marido da duquesa Maria da Prússia; o marquês Joaquim Ernesto de Brandemburgo-Ansbach, marido de Sofia de Solms-Laubach; Inês, que foi duquesa da Pomerânia e depois de Saxe-Lauemburgo pelos seus dois casamentos; Isabel Sofia, que foi casada duas vezes; Jorge Alberto II, Marquês de Brandemburgo, que morreu sem descendência, etc.

## Biografia
Supostamente, Edmunda era a filha favorita do pai, pois ela amava ciência e literatura em latim.
No dia 17 de fevereiro de 1577, aos 15 anos, a princesa se casou com o duque João Frederico, de 34 anos, na cidade de Estetino. Ele era filho de Filipe I, Duque da Pomerânia e de Maria da Saxônia. Edmunda ficou noiva de João Frederico quando tinha 7 anos de idade, e ele tinha 26. Nessa ocasião, o antigo tratado de herança entre as casas de Hohenzollern e Grifo, na hipótese de uma delas se extinguir, foi redefinido.

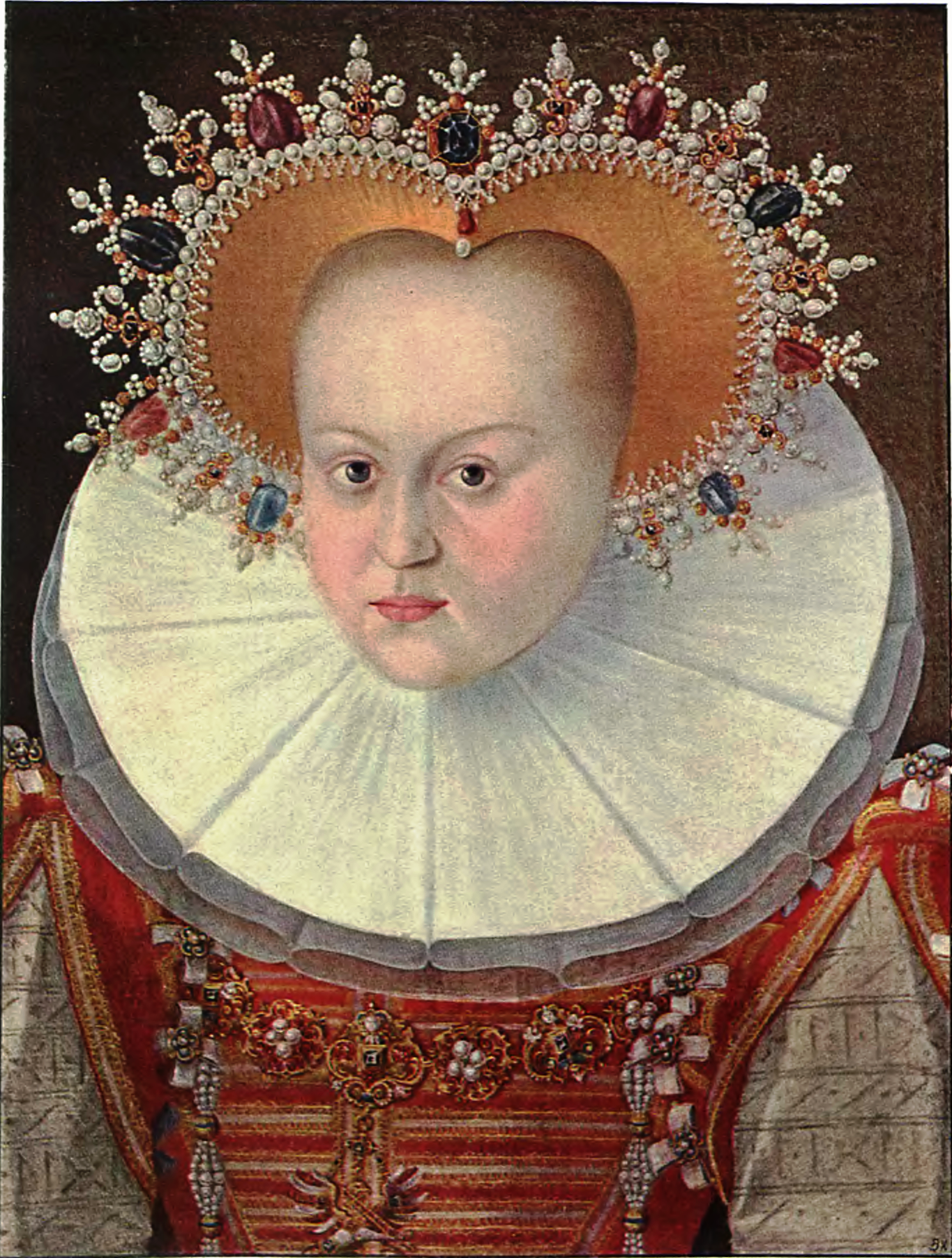
Retrato de Edmunda do artista Andreas Riehl, o Jovem, pintado em 1590.

O casamento foi descrito como feliz, mas não resultou em filhos. Após a duquesa ter sofrido um aborto, Isabel de Doberschütz lhe deu uma droga para diminuir a febre. Devido a esse episódio, Isabel foi acusada mais tarde de ter dado a Edmunda uma "poção de bruxa", o que a teria deixado estéril. Por conta da acusação, ela acabou sendo executada na fogueira, em 1591, na época em que a Caça às bruxas tinha atingido o seu ápice.
Edmunda teve um papel fundamental em iniciar as negociações para o casamento entre o sobrinho, Cristiano II, Eleitor da Saxônia, com a princesa Edviges da Dinamarca.
Em 1596, ela escreveu um livro de orações para a irmã, Sofia, mãe de Cristiano, o qual é uns dos livros de orações mais antigos feito para mulheres.
Após a morte do marido, em 9 de fevereiro de 1600, a duquesa viúva recebeu o distrito de Stolp como parte de sua herança de viúva, e viveu no castelo de Stolp. Após a morte de Schantes de Tessen, em 1608, Edmunda também passava o seu tempo na obra exterior do castelo de Schmolsin (hoje parte do condado de Słupsk). Ela nomeou Michael Brüggemann como capelão na Igreja de Cristo em Stolp.
Edmunda faleceu no dia 13 de novembro de 1623, aos 62 anos de idade, e foi enterrada na Igreja do Castelo de Estetino, hoje na Polônia.